# Eravamo sette vedove
Eravamo sette vedove è un film del 1939 diretto da Mario Mattoli.

## Trama
Dal naufragio di una nave nei mari equatoriali si salvano su una scialuppa un anziano avvocato, scapolo, il suo cameriere e sette donne che hanno perso i rispettivi mariti. Tutti questi superstiti riescono a raggiungere un'isola sconosciuta, dove già vive un uomo che è il marito della più anziana delle sette donne, rifugiato anch'egli in quell'isola dopo un naufragio avvenuto qualche anno prima.
Quando anche gli altri sei mariti riescono ad arrivare salvi sull'isola, si costituisce una piccola comunità che tenta di sopravvivere sull'isola in attesa di soccorsi. La vita sull'isola esotica diventa piacevole ed il tempo trascorre senza molta nostalgia per la vita passata. L'unico insoddisfatto è l'avvocato, che scruta in continuazione l'orizzonte in attesa che arrivi qualche altra naufraga.